# Nico O’Reilly
Nico O’Reilly (* 21. März 2005 in Manchester) ist ein englischer Fußballspieler, der als Mittelfeldspieler für Manchester City spielt.

## Karriere

### Verein
Der in Manchester geborene O’Reilly begann seine Karriere in der Akademie von Manchester City, als er acht Jahre alt war. Er unterzeichnete im Juli 2022 seinen ersten Profivertrag bei den Citizens. O’Reilly war in der Saison 2022/23 Kapitän der U-18-Auswahl, wo er mit guten Leistungen auf sich aufmerksam machte. O’Reilly trainierte im Dezember 2022 mit der ersten Mannschaft von Manchester City in einem Trainingslager in Abu Dhabi. Für das Auswärtsspiel in der Premier League bei Brighton & Hove Albion am 24. Mai 2023 wurde er in den Kader für den Spieltag aufgenommen und saß auf der Bank, ohne jedoch zum Einsatz zu kommen. Sein Debüt in der A-Mannschaft gab er im FA Community Shield 2024 gegen Manchester United am 10. August 2024. Das Debüt in der Premier League folgte am 19. Januar 2025 bei einem 6:0-Auswärtssieg gegen Ipswich Town. Am 12. April erzielte O’Reilly beim 5:2-Heimsieg von City gegen Crystal Palace sein erstes Tor in der Premier League.

### Nationalmannschaft
Aufgrund seiner Abstammung wäre O’Reilly auch für Jamaika spielberechtigt, da er teilweise jamaikanischer Abstammung ist. O’Reilly kam für verschiedene Jugendauswahlmannschaften von England zum Einsatz, beginnend in der U-15, für die er 2019 debütierte. Am 6. September 2024 gab O’Reilly sein Debüt in der englischen U20-Auswahl beim 1:1-Unentschieden gegen die Türkei.

## Titel
England
- Supercupsieger: 2024